# Smörrebröd

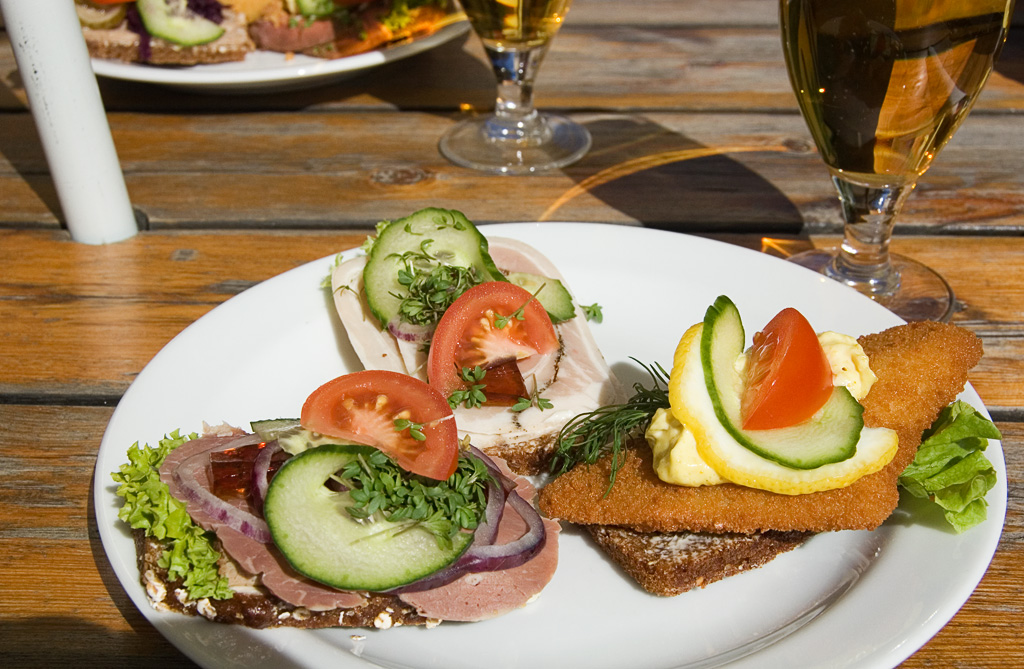
Ett urval smörrebröd. 2 med sky.

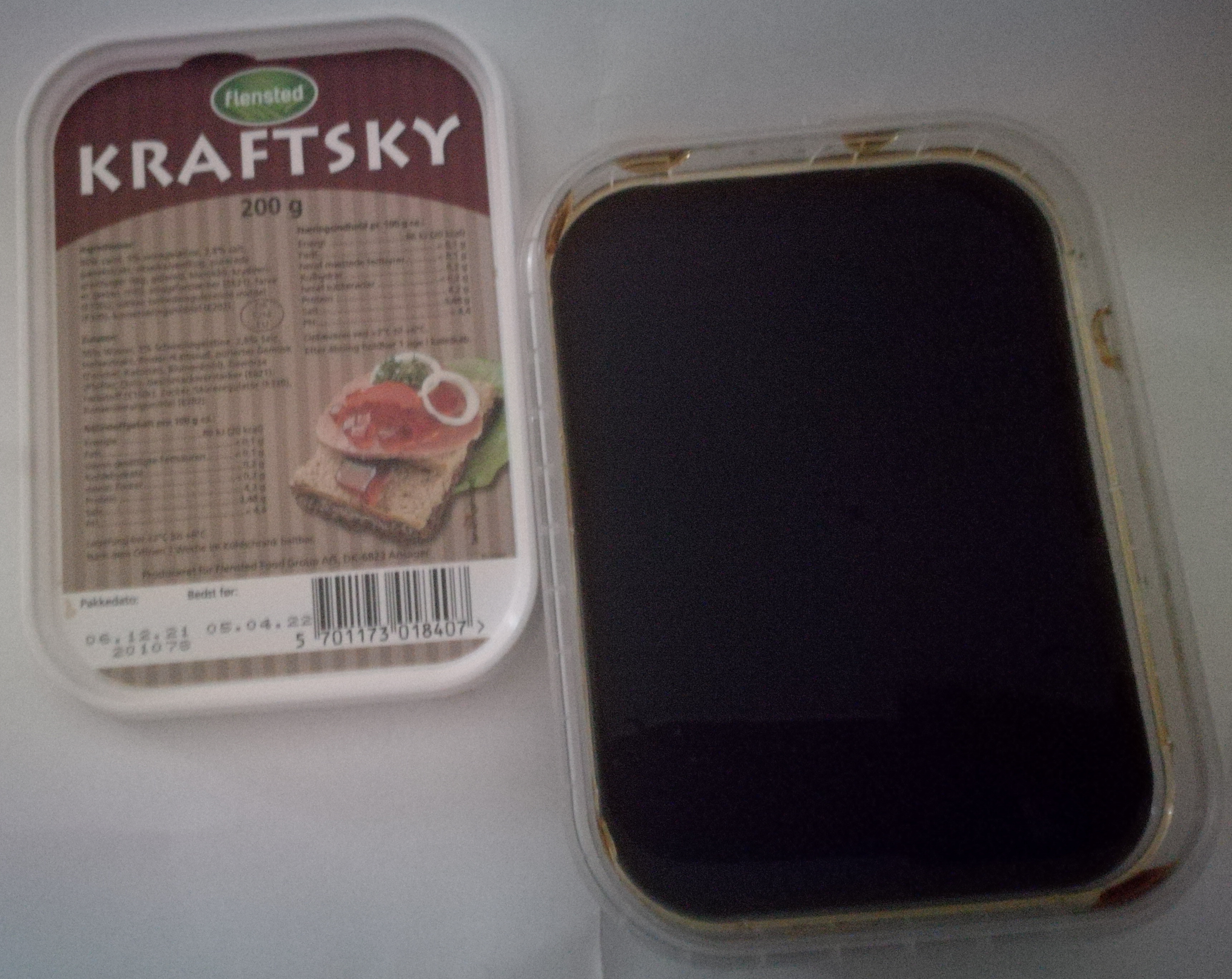
Dansk påläggssky.

Smörrebröd (danska: smørrebrød) är en traditionell dansk smörgås som vanligtvis består av en skiva grovt och kompakt fullkornsbröd med en kombination av pålägg som kan varieras i det oändliga. Definitionen av ett smörrebröd är att det är mycket pålägg. En annan skillnad i förhållande till smörgåsar är att smörrebröd inte äts med händerna utan man äter dem med kniv och gaffel, och vissa typer av smörrebröd kan även utgöra huvudrätten i en måltid. Det är en del av det danska köket.
Vissa smörrebröd är så populära i Danmark att de fått egna namn, till exempel Sol over Gudhjem (rågbröd, rökt sill, gräslök eller lök samt en rå äggula), Dyrlægens natmad (rågbröd, leverpastej, saltrulle, lökringar, smörgåskrasse och sky med stärkelse) samt Stjerneskud (franskbröd, sallad, tomatskivor, en stekt panerad rödspättefilé och en kokt rödspättefilé, eventuellt pocherat ägg, samt räkor och kaviar).
Ordet smörrebröd finns belagt i svenska språket sedan mitten av 1950-talet. Det gamla snarlika svenska ordet smörbröd syftade antingen på smörgås eller bröd bakat med (mycket) smör.

## Källhänvisningar
1. 1 2  Svenska Akademiens ordböcker (SAOL, SO och SAOB) på Svenska.se: smörrebröd
2. ↑  "smörrebröd". NE.se. Läst 10 januari 2015.
3. ↑  danskt saltkød (skivat saltat kött)
4. ↑  Påläggssky med förtjockningsmedel (gelatin)
5. ↑  Svenska Akademiens ordbok: smörbröd